# Municipio El Callao
El Callao es uno de los 11 municipios del estado Bolívar. Su capital es el poblado de El Callao. Tiene una superficie de 2.223 km² y su población es de 29.251 habitantes (2011). La jurisdicción se encuentra al noreste del estado Bolívar.

## Toponimia
El municipio tiene orígenes diversos: la primera se cree que proviene de un minero que se negaba a revelar la ubicación de una mina rica en oro, o también se asocia con la explotación minera de la zona y la llegada de personas de diferentes orígenes, creando una mezcla cultural. La segunda, el nombre podría derivar de la ciudad peruana de El Callao, de donde algunos pobladores podrían haber llegado a la región.

## Historia
El poblado de El Callao, entre el siglo XVIII y siglo XIX, antes de la llegada de los colonizadores europeos, estaba habitado por comunidades indígenas maquiritare. Posteriormente, exploradores españoles incursionaron en la zona en busca de esclavos africanos fugitivos, quienes se ocultaban en las cercanías del río Yuruari. Muchos de estos esclavos decidieron establecerse allí de forma definitiva, aprovechando las condiciones favorables del entorno. Sin embargo, en este proceso se registraron actos de violencia y sometimiento contra los pueblos originarios, quienes fueron desplazados, esclavizados o exterminados.
Con el paso del tiempo, este asentamiento dio lugar al surgimiento de la población de El Callao, caracterizada por una fusión lingüística y cultural singular, producto de la mezcla entre los idiomas hablados por los esclavos africanos, las incursiones inglesas y francesas en la región, y la presencia de criollos hispanohablantes.
El descubrimiento de ricos yacimientos auríferos en el río Yuruari impulsó el rápido crecimiento económico de El Callao y atrajo a mineros ingleses y brasileños. En décadas recientes, el gobierno venezolano ha suscrito tratados internacionales para la explotación formal de estos recursos.

### Colonización minera y diversidad cultural
En el año 1854, se establecieron los primeros mineros dedicados a la explotación de cuarzo aurífero en los Ejidos de la Nueva Providencia de Caratal, a orillas del Yuruari. La mayoría provenía de las Antillas del Caribe (San Marteen, Santa Lucía, San Cristóbal, Trinidad), lo que generó un entramado cultural diverso, con influencias idiomáticas, gastronómicas y religiosas. En El Callao se hablaban variedades del inglés caribeño, papiamento y otros idiomas criollos, constituyendo un enclave cultural distintivo dentro de la región guayanesa.

### Creación del municipio y simbología
El municipio El Callao fue creado oficialmente el 7 de diciembre de 1991. Con su fundación se adoptaron el escudo y la bandera como símbolos distintivos. El escudo municipal refleja elementos centrales de la identidad local: el balompié, al que se dedica el cuartel derecho como expresión del entusiasmo deportivo; el oro, motor histórico de la economía regional, representado en el cuartel izquierdo; y la imagen territorial del municipio completo, ubicada en la base del blasón.

## Geografía

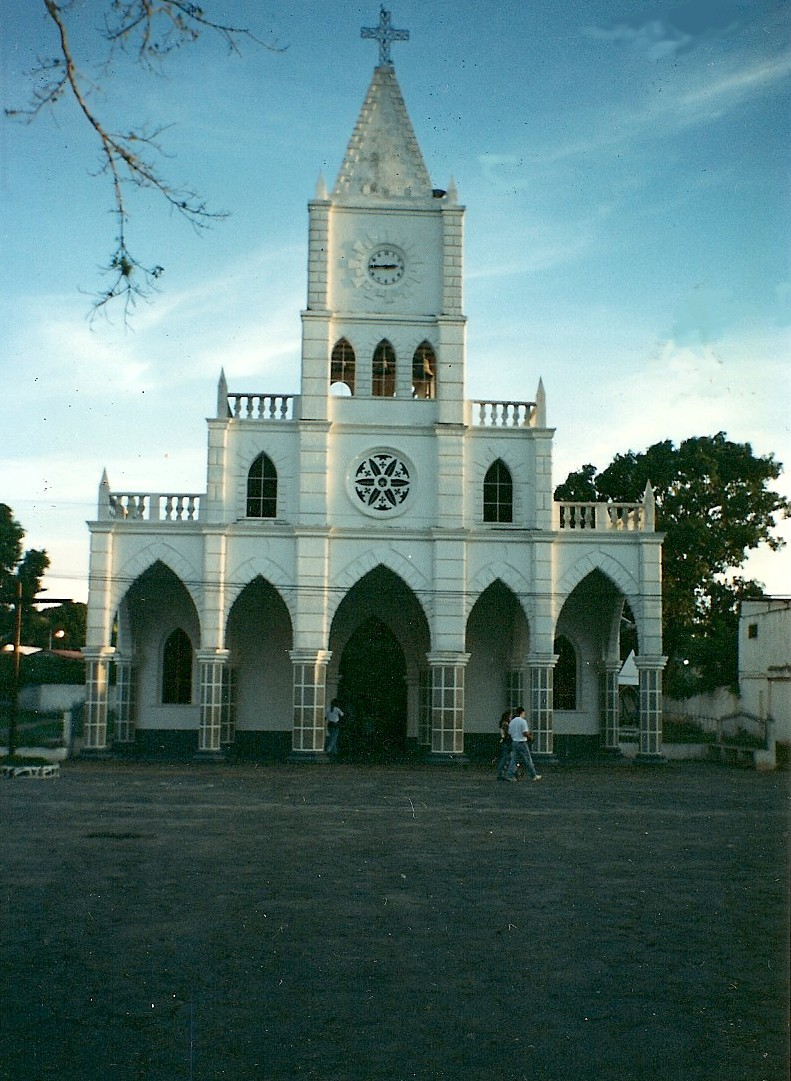
Iglesia de El Callao

El municipio El Callao, está ubicado en el noreste del estado Bolívar, la capital del municipio es El Callao, y éste se ubica al este del municipio.
La superficie del municipio es más de 2000 km².

### Hidrografía
La hidrografía municipal se le reconoce principalmente por el río Yuruari, por las vetas de oro puro en su interior.

### Geología
La región de El Callao dentro de la hoya hidrográfica del río Yuruari, data del Precámbrico, principalmente del Arqueano y del Cenozoico. Las rocas volcánicas metamorfizadas a las facies del esquisto verde, recibieron el nombre de formación El Callao por encontrarse en esta localidad. En el Distrito existen entre 250 y 300 vetas de oro. En los comienzos de la década del 70 se explotaban 88 vetas de las cuales 68 estaban en concesiones mineras nacionales y 20 en concesiones mineras particulares.
En algunos casos las vetas llegan a alcanzar longitudes de 4 kilómetros. El oro aparece irregularmente distribuido y generalmente tiende a disminuir al aumentar la profundidad. La mineralización aurífera está formada por oro nativo y en solución sólida, asociado a pirita y a pequeñas cantidades de calcopirita, bornita, esfalerita y tetrahedrita. Además, en ciertas zonas se han encontrado minerales de tungsteno, esencialmente scheelita. Las vetas de cuarzo aurífero, invariablemente, están asociadas a zonas de cizallamiento y al desarrollo de una esquistosidad muy pronunciada. Las rocas cajas más favorables son los metabasaltos y metaandesitas (rocas verdes y propilitas); el oro se encuentra principalmente en forma de oro nativo en vetas de cuarzo y en zonas silicificadas y de carbonatos y en forma de teleruros y contenido en pirita o arsenopirita.

## Clima
El clima del municipio es de un promedio entre 25 a 30 Cº y en el municipio hay una cierta lluvia frecuente, que propulsa la agricultura y otros trabajos.

## Demografía
La población del municipio es aproximadamente 25.000 habitantes, indicador que va en aumento. Actualmente en este municipio, se encuentran establecidos una gran cantidad de indígenas siendo este uno de los municipios en los que hay una mayor cantidad de indígenas del estado Bolívar.

## Economía
Está prácticamente centrada en el oro, que a la vez también propulsa otros sectores como el inmobiliario para algunas personas que se mudan a trabajar en grandes compañías de este municipio.

## Política y gobierno

### Alcaldes
| Período     | Alcalde              | Partido político / Alianza | % de votos | Notas |
| ----------- | -------------------- | -------------------------- | ---------- | --- |
| 1992 - 1995 | Víctor García Burgos | AD                         | 41,30      | Primer alcalde bajo elecciones directas |
| 1995 - 2000 | Jesús Coromoto Lugo  | MAS                        | -          | Segundo alcalde bajo elecciones directas (se realizaron elecciones generales adelantadas en el 2000 debido a la aprobación de la Constitución de 1999) |
| 2000 - 2004 | Jesús Coromoto Lugo  | LCR                        | 54,88      | Reelecto |
| 2004 - 2008 | Jesús Coromoto Lugo  | MAS                        | 42,93      | Reelecto |

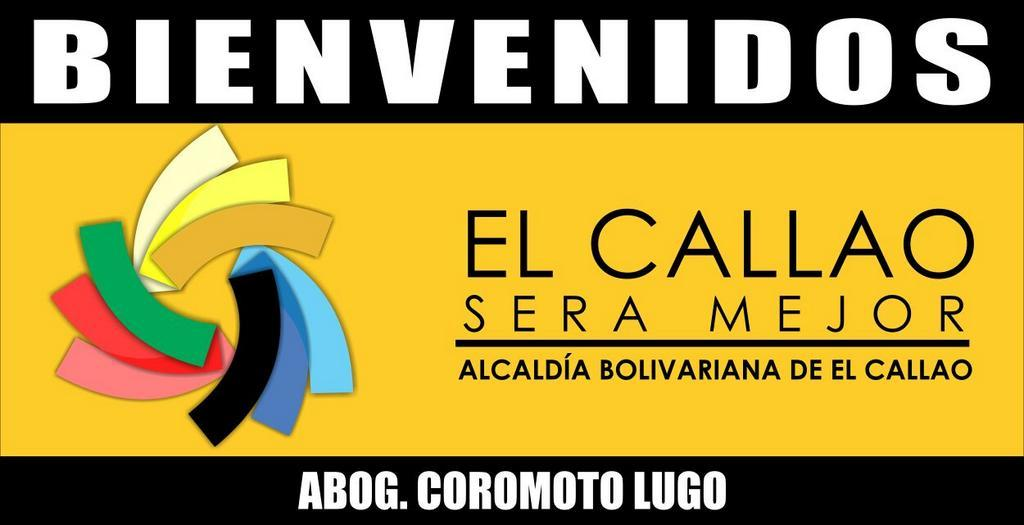
Logo Alcaldía de El Callao durante la gestión de Coromoto Lugo (2013-2017).

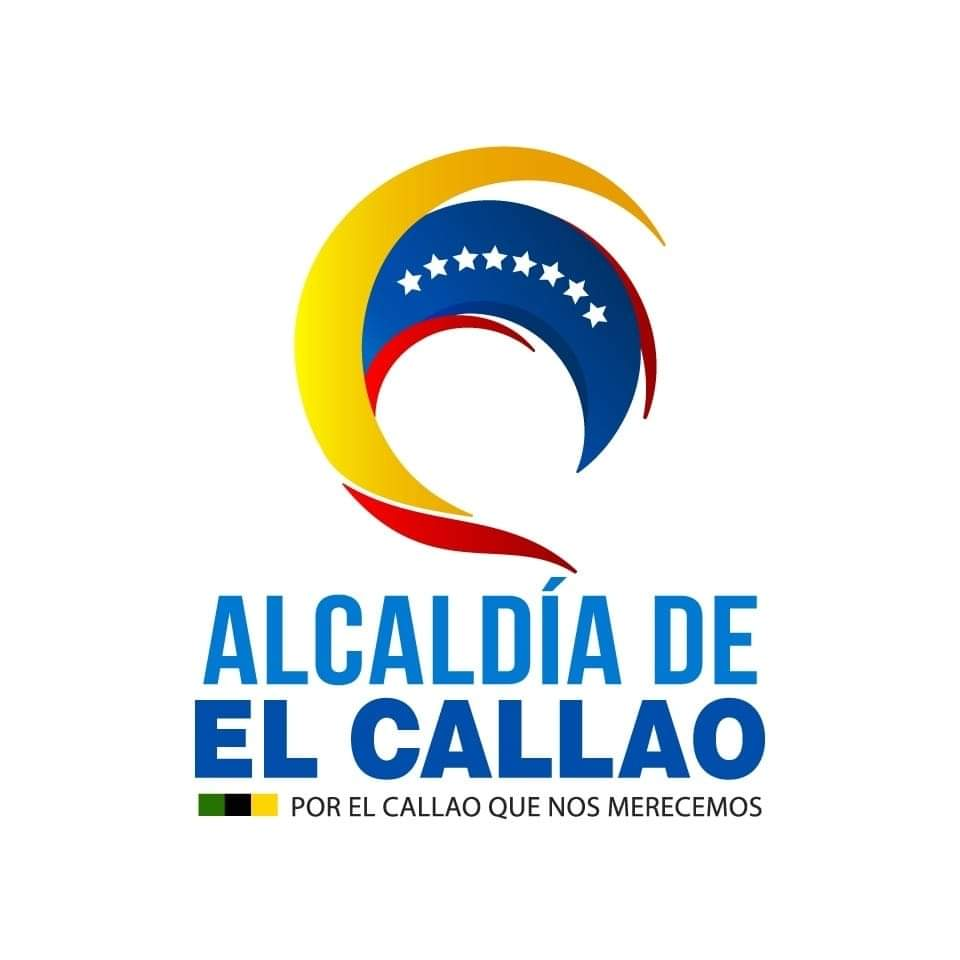
Logo de la Alcaldía 2021-2025.

| 2008 - 2013 | Orlenia Scipio       | PSUV                       | 38,51      | Tercer alcalde bajo elecciones directas (se postergan 1 año las elecciones municipales pautadas para finales del 2012)                                 |
| 2013 - 2017 | Jesús Coromoto Lugo  | PJ MUD                     | 58,23      | Cuarto alcalde bajo elecciones directas |
| 2017 - 2021 | Alberto Hurtado      | PSUV                       | 59,32      | Quinto alcalde bajo elecciones directas |
| 2021 - 2025 | Jesús Coromoto Lugo  | PJ MUD                     | 43,54      | Sexto alcalde bajo elecciones directas |

### Concejo Municipal
Período 1992 - 1995
| Concejales:            | Partido político / Alianza |
| ---------------------- | -------------------------- |
| Julian Martínez Vargas | AD                         |
| Antonio García         | AD                         |
| Jesus C. Lugo          | MAS                        |
| Benito Torrealba       | MAS                        |
| Milagro Ron Valles     | MICA                       |

Período 1995 - 2000
| Concejales:         | Partido político / Alianza |
| ------------------- | -------------------------- |
| Benito Torrealba    | MAS                        |
| Rosalba Valdez      | MAS                        |
| Ponciano Sánchez    | MAS                        |
| Jean Paul Fitipaldi | COPEI                      |
| Milagros Ron Valles | AD                         |

Período 2013 - 2018
| Concejales:        | Partido político / Alianza |
| ------------------ | -------------------------- |
| Morela Rondón      | MUD                        |
| Rosalba Valdez     | MUD                        |
| Ronny García       | MUD                        |
| José Betancourt    | MUD                        |
| José Manuel García | MUD                        |
| Rengel Fuentes     | MUD                        |
| Miguel Azuaje      | MUD                        |

Período 2018 - 2022
| Concejales         | Partido político / Alianza |
| ------------------ | -------------------------- |
| Richard Castillejo | PSUV                       |
| Mary Lugo          | PSUV                       |
| José Lugo          | PSUV                       |
| Rafael Salazar     | PSUV                       |
| Lilibet Guerra     | PSUV                       |
| Mariela Faneite    | PSUV                       |
| Michael Benavides  | PSUV                       |

Período 2021 - 2025
| Concejales:      | Partido político / Alianza |
| ---------------- | -------------------------- |
| Fernanda Acevedo | MUD                        |
| Mauro Rivas      | MUD                        |
| Rosaida Cordero  | MUD                        |
| Osberth Bernal   | MUD                        |
| Gomer Ferraras   | MUD                        |
| Mauro Azocar     | PSUV                       |
| Vilma Guevara    | PSUV                       |